# Sierściogon
Sierściogon (Phloeomys) – rodzaj ssaka z podrodziny myszy (Murinae) w obrębie rodziny myszowatych (Muridae).

## Rozmieszczenie geograficzne
Rodzaj obejmuje gatunki występujące endemicznie na Filipinach.

## Morfologia
Długość ciała (bez ogona) 387–438 mm, długość ogona 274–349 mm, długość ucha 34–39 mm, długość tylnej stopy 74–90 mm; masa ciała 1,8–2,7 kg.

## Systematyka
Rodzaj zdefiniował w 1839 roku angielski przyrodnik George Robert Waterhouse w artykule zatytułowanym „Nowy gatunek gryzonia, który został wysłany z wyspy Luzon, jednej z wysp Filipin” , opublikowanym w czasopiśmie Proceedings of the Zoological Society of London. Gatunkiem typowym jest (oznaczenie monotypowe) sierściogon kokosowy (P. cumingi). 

### Etymologia
Phloeomys (Phlaeomys): gr. φλοιος phloios ‘kora drzewa’, od φλεω phleō ‘obfitować’; μυς mus, μυoς muos ‘mysz’.

### Podział systematyczny
Do rodzaju należą następujące gatunki:
| Grafika | Gatunek            | Autor i rok opisu  | Nazwa zwyczajowa      | Podgatunki         | Rozmieszczenie geograficzne                                                                | Podstawowe wymiary                       | Status IUCN |
| ------- | ------------------ | ------------------ | --------------------- | ------------------ | ------------------------------------------------------------------------------------------ | ---------------------------------------- | ----------- |
|         | Phloeomys pallidus | Nehring, 1890      | sierściogon dżunglowy | gatunek monotypowy | północna i środkowa Luzon; zakres wysokości: 0–2300 m n.p.m.                               | DC: 39–42 cm DO: 32–34 cm MC: 2,2–2,7 kg | LC          |
|         | Phloeomys cumingi  | (Waterhouse, 1839) | sierściogon kokosowy  | gatunek monotypowy | środkowy i południowy Luzon, Marinduque i Catanduanes; zakres wysokości: 150–1100 m n.p.m. | DC: 40–44 cm DO: 27–31 cm MC: 1,8–2,1 kg | LC          |

Kategorie IUCN:  LC  – gatunek najmniejszej troski.